# Lubomír Šlapeta
Lubomír Šlapeta, křtěný Lubomír Josef (9. prosince 1908 Místek – 11. dubna 1983 Olomouc), byl český architekt.

## Život
Dvojčata Čestmír a Lubomír Šlapetové se narodili 9. prosince 1908 v Místku v rodině obchodníka Josefa Šlapety a jeho ženy Marie rodem Hlouškové z Přívozu.. Zde navštěvovali obecnou školu a společně ještě i české reálné gymnázium (dnešní Obchodní Akademie na Palackého třídě) Odtud však ještě před ukončením studia (roku 1923) odešli na Odbornou školu stavitelskou do Brna. Zapojili se do aktivit brněnského klubu architektů a Lubomír se podílel na realizaci přednáškového cyklu „Za novou architekturu“.
Po maturitě v roce 1927 vystřídal Lubomír Šlapeta několik zaměstnání v oboru (stavební firma V. Nekvasil v Brně a v Třinci, Ing. Alfred Jurnečka v Ostravě, Arch Milan Babuška v Praze). Na doporučení svého pražského kolegy Herberta Sprotta se přihlásil na Akademii umění a uměleckých řemesel ve Vratislavi (Staatliche Akademie für Kunst und Kunstgewerbe). Zde studoval u profesorů Adolfa Radinga a Hanse Scharouna a brzy se stal nejprve asistentem, později dokonce spolupracovníkem. Záhy ho do Vratislavi následoval i bratr Čestmír.
Po návratu ze studií podnikla dvojčata „cestu za poznáním“ do Francie a Spojených států amerických (1930–1931) a po návratu počátkem 30. let se rozhodla založit vlastní kancelář Akademičtí architekti Šlapetové. Kancelář nejprve sídlila v Praze a měla pobočku v Moravské Ostravě, kterou vedl Čestmír, zatímco pražskou kancelář vedl Lubomír. Pražská kancelář byla uzavřena v roce 1933.
V prosinci 1936 se Čestmír Šlapeta oženil. Lubomír se oženil v červnu 1937 a usadil se v Olomouci, kde rovněž otevřel projekční kancelář. Další spolupráce bratrů byla už jen příležitostná.
Od roku 1938 spolupracoval s Arne Hoškem na projektech divadel a kulturních domů. V roce 1946 spolu s malíři F. V. Mokrým (1892–1975) a Janem Zrzavým zakládal katedru výtvarné výchovy Filozofické fakulty Univerzity Palackého v Olomouci. V roce 1949 je ale donucen k odchodu.
V padesátých létech krátkodobě pracoval v různých projekčních ateliérech (Stavoprojekt, Hutní projekt apod.), většinou se ale věnoval soukromému projektování. V roce 1958 byl vyloučen ze Svazu architektů ČSR, čímž mu byla další soukromá činnost znemožněna. V roce 1963 krátce navštívil Spolkovou republiku Německo, kde se setkal se svým učitelem Hansem Scharounem. Ten ho pozval ke spolupráci. To mu však bylo umožněno až v roce 1966. V letech 1966–1969 pak pracoval v Scharounově ateliéru v Západním Berlíně.
Po návratu se věnoval drobnějším projektům pro soukromé zadavatele a úpravám chrámových interiérů. V letech 1975–1976 byl nakrátko zaměstnancem Státní vědecké knihovny v Olomouci s úkolem připravit projekt nové budovy, radikální a velkorysý projekt však nebyl uskutečněn. Zemřel 11. dubna 1983 v Olomouci.
V letech 1990–1991 byl plně rehabilitován. Za rok 2003 obdržel in memoriam Cenu města Olomouce v oblasti architektura a urbanismus.

## Dílo
Společné realizace bratrů Šlapetových jsou uvedeny v článku bratři Šlapetové.
- 1931 – vila K. Krystýnka, Rožnov pod Radhoštěm, Zahradní 750
- 1932/1965 – vila JUDr. J. Žanty, Rožnov pod Radhoštěm, Javornická 688
- 1932–1933 – vila JUDr. A. Macourka, Frýdek-Místek, Lidická 644
- 1933–1934 – rodinný dům F. Kremera, Hlučín, Československé armády 10
- 1934 – vila K. Urbánka, Slezská Ostrava, Bukovanského 23
- 1935–1936 – rodinný dům MUDr. Martínka, Opava, Rolnická 1a
- 1935 – víkendový dům J. Pěničkové a J. Rybáka, Staré Hamry, čp. 883
- 1935–1936 – rodinný dům JUDr. Eduarda Lisky, Ostrava, Čedičová 8
- 1936 – rodinný dům O. Hrstky, Slezská Ostrava, Čedičova 16
- 1936–1937 – rodinný dům Z. a J. Vítězových, Rožnov pod Radhoštěm, Dolní Paseky 717, další úpravy 1940, 1944, 1951, 1955, 1958, 1970, 1977, 1980
- 1940–1942 – vila M. Andráškové, Přerov, Sadová 8
- 1967–1976 – kostel sv. Mikuláše, Tichá u Frenštátu pod Radhoštěm
- 1970–1972 – Řadové rodinné domy, Červenka

### Realizace Lubomíra Šlapety v Olomouci
- 1936 – Nakládalova vila, Polívkova 35
- 1936–1937 – Vila JUDr. Františka Kousalíka, Na Vozovce 33
- 1938 – obytný dvojdům V. Hándla a Š. Vávry, Žilinská 18 a 20
- 1939 – vila Jana Mišauera, Skřivánčí 23
- 1939 – vila M. Kudlové, Dobrovského 22
- 1939 – obytný dům M. Stejskalové, Gorazdovo náměstí 10
- 1939 – obytný dům M. Sporové, Grégrova 7
- 1939–1940: rodinný dům Z. Zehra, Pavlovická 2a
- 1940–1941 – vila K. a M. Procházkových, Rumunská 5
- 1946 – obytný dům zaměstnanců Akciové drožďárny a lihovaru, Wellnerova 23

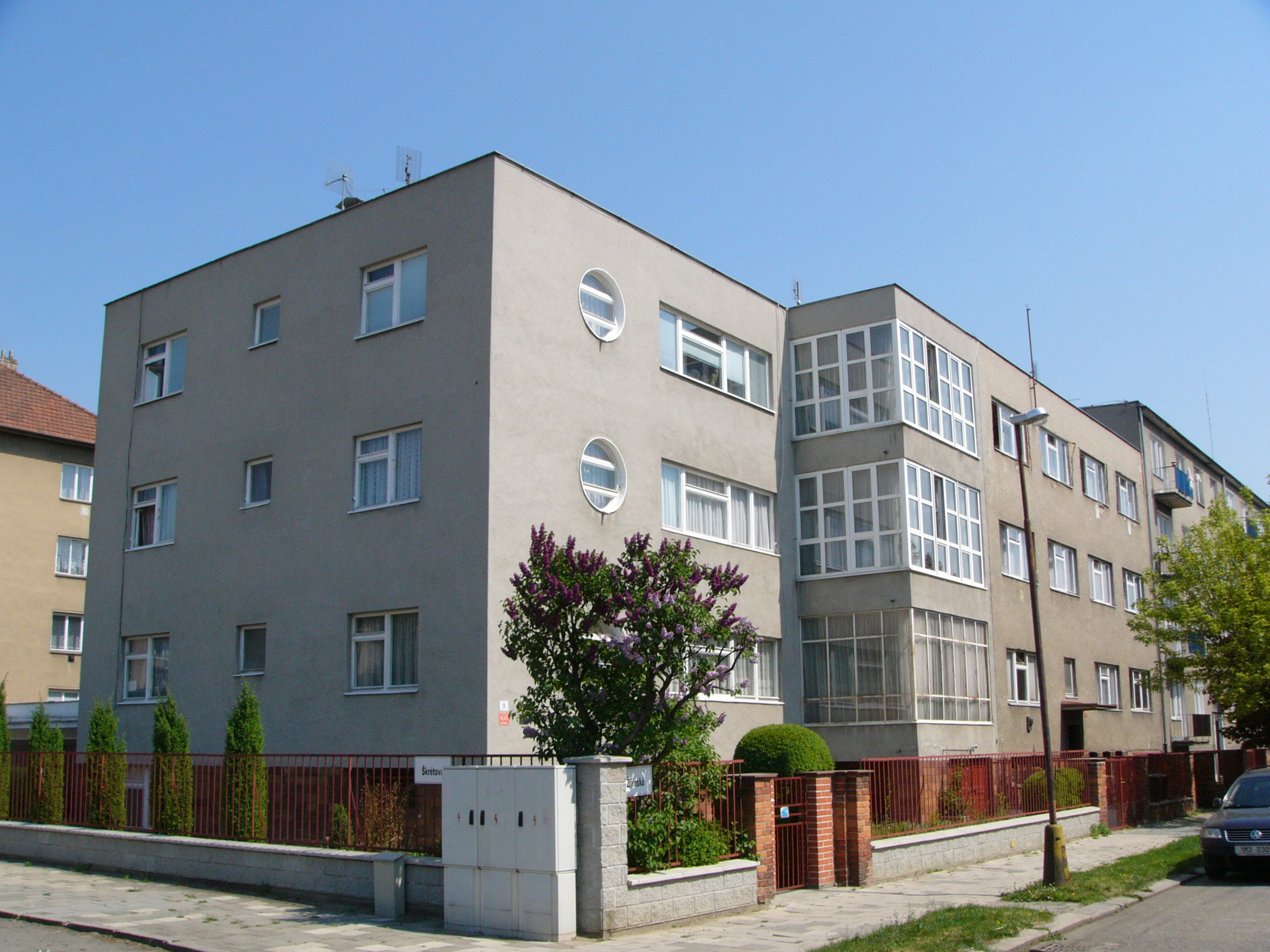
Nájemní vila manž. Handlových, Žilinská 20 (vlevo) a nájemní dům manž. Vávrových, Žilinská 18 (vpravo)
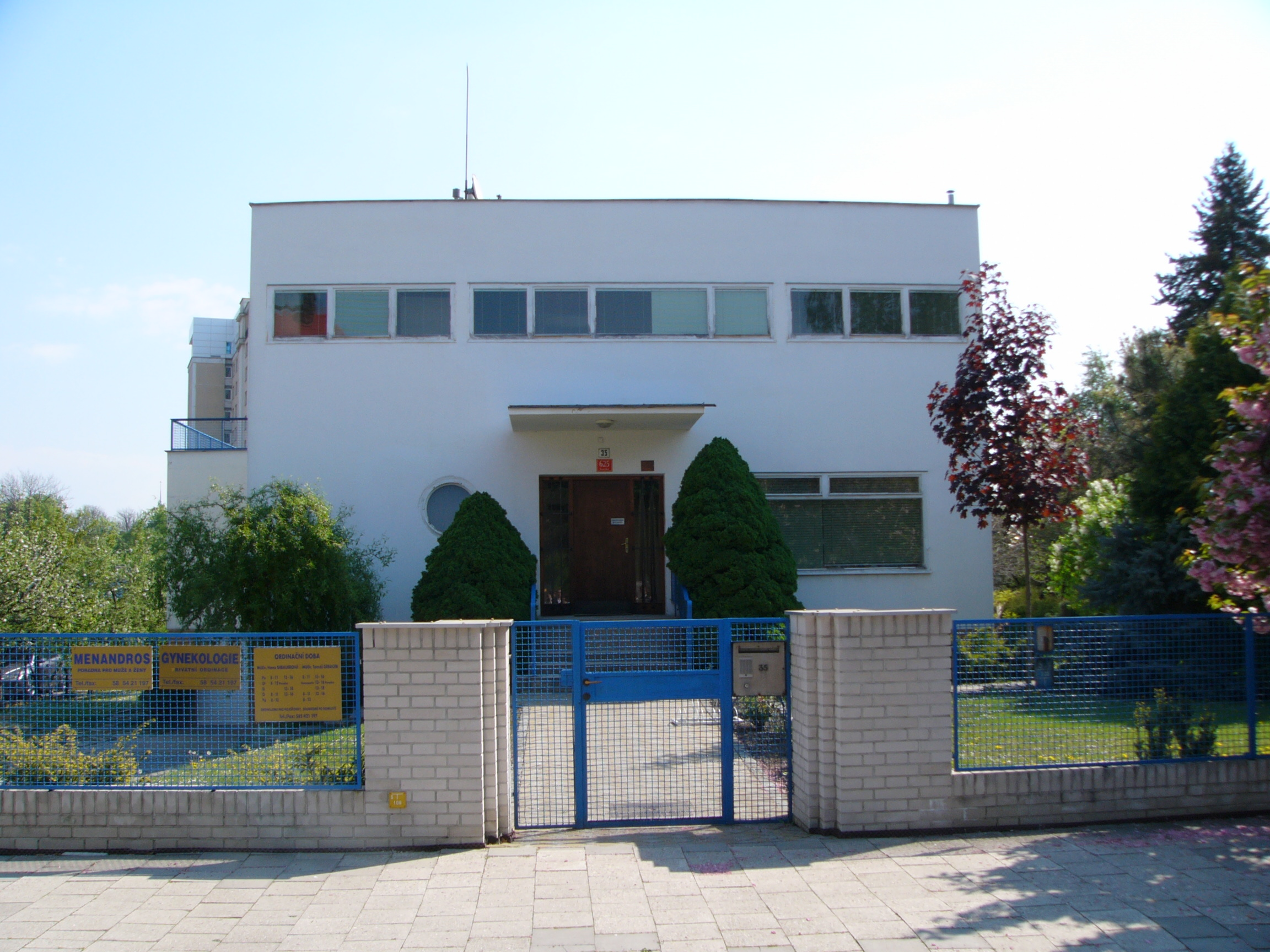
Nakládalova vila, Polívkova 35, Olomouc
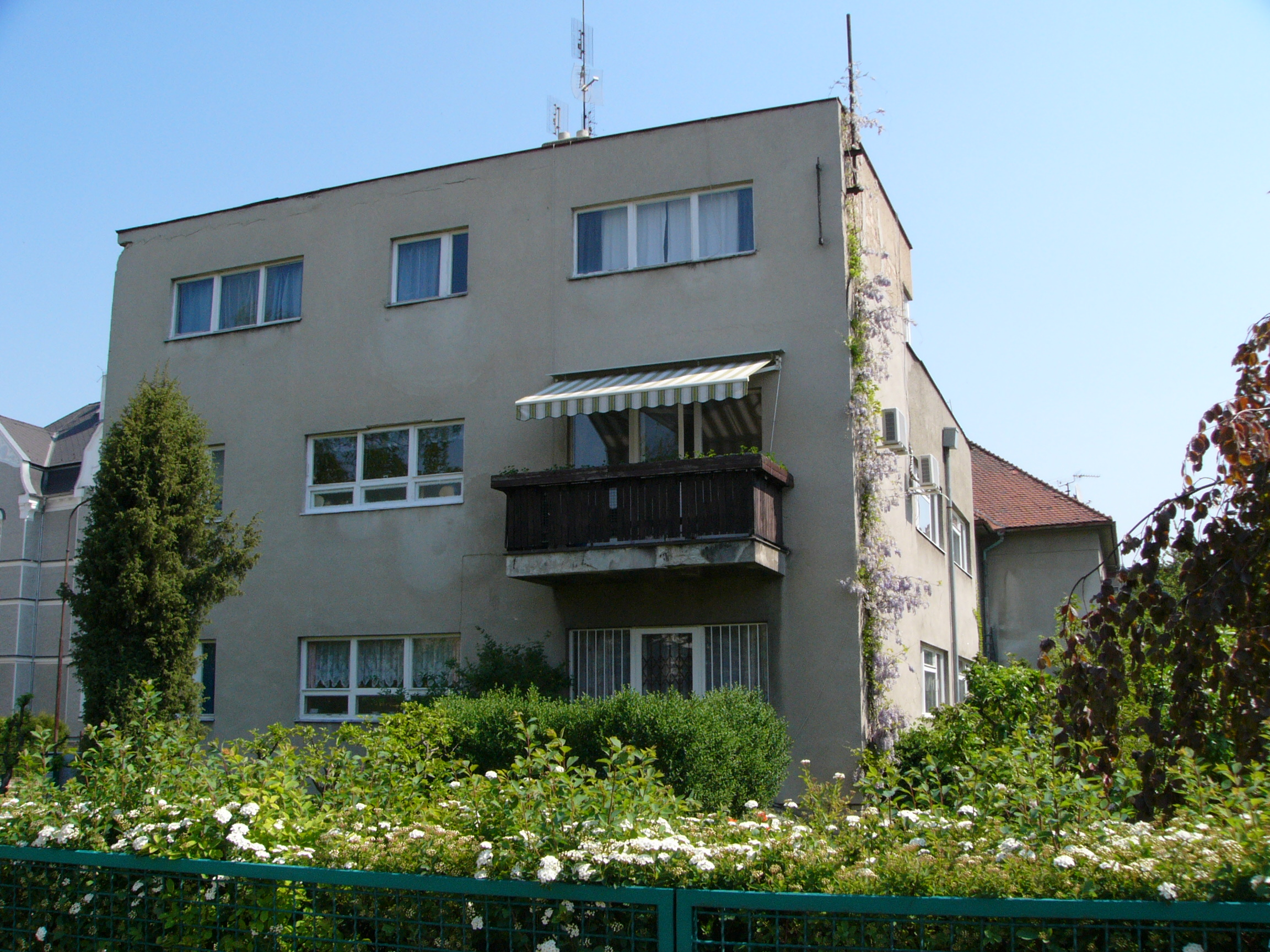
Kousalíkova vila, Na Vozovce 33, Olomouc
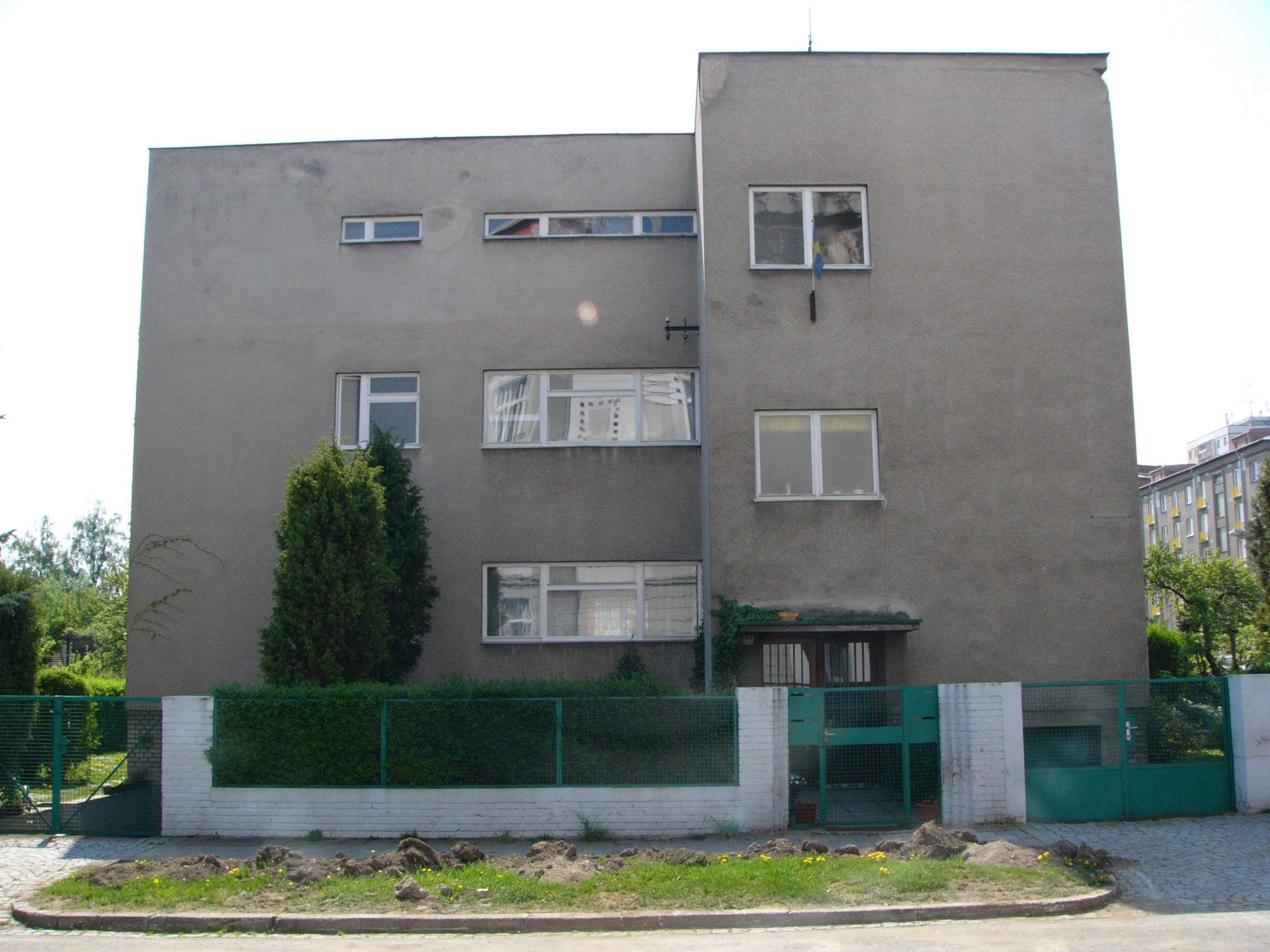
Kousalíkova vila, Na Vozovce 33, Olomouc

### Další
Lubomír Šlapeta navrhl v roce 1932 rovněž několik karoserií pro vozy Tatra, které ale nebyly realizovány.